# Jerry Trainor
Gerald William Trainor  (San Diego, California; 21 de enero de 1977) es un actor y músico estadounidense. A partir de 2007, comenzó a actuar como Spencer Shay en la serie iCarly y como Steve en Drake & Josh, ambas de Nickelodeon.

## Carrera
Trainor nació y se crio en San Diego, California, y se graduó de la Universidad de California en 1998. Luego entró a la escuela de teatro. Trainor estudió improvisación en la escuela Groundlings en Los Ángeles. También estudió teatro en la Universidad de California en Santa Bárbara.
Su primer papel lo tuvo en la televisión, en la serie de MTV Undressed. Otros de sus trabajos en la televisión fueron Law & Order, Drake & Josh, Ángel, iCarly y Malcolm in the Middle. Su primer papel en televisión fue como Brian "el chico AV" en Crossing Jordan. En su aparición en Drake & Josh, fue conocido por su papel como "El loco Steve". Además tuvo una serie de pequeños papeles en películas como Donnie Darko, una cinta de ciencia ficción y terror, y la comedia Bring It On Again.

## Música
En octubre de 2015, Trainor formó la banda Nice Enough People con el guitarrista / vocalista Mike O'Gorman, el baterista Andrew Zuber y la guitarrista Allison Scagliotti, quien también resultó ser coprotagonista de Trainor en Drake & Josh como el personaje Mindy Crenshaw. 
Trainor toca el bajo para el grupo. El grupo lanzó su primer EP, Hanover Hideaway, el 22 de junio de 2016.

## Filmografía
| Año  | Título                        | Rol                     | Notas                                                   |
| ---- | ----------------------------- | ----------------------- | ------------------------------------------------------- |
| 2001 | Donnie Darko                  | Lanky Kid               | Papel secundario                                        |
| 2001 | Evolution                     | Tommy                   | Papel secundario                                        |
| 2003 | Wrong Hollywood Number        | Bailey Warren           |                                                         |
| 2004 | Triunfos Robados: Otra vez    | Smug Guy                |                                                         |
| 2007 | Pieces of Dolores             | Empleado de la librería |                                                         |
| 2008 | iCarly en Japón               | Spencer Shay            | Coprotagonista; película para televisión de Nickelodeon |
| 2008 | Merry Christmas, Drake & Josh | "El loco" Steve         | Coprotagonista; película para televisión de Nickelodeon |
| 2008 | Waking Dreams                 | Andrew                  |                                                         |
| 2011 | Best Player                   | Quincy                  | Protagonista; película para televisión de Nickelodeon   |
| 2011 | Fiesta con Victorious         | Spencer Shay            | Coprotagonista; película para televisión de Nickelodeon |
| 2014 | Living the Dream              | Cal Logan               | Coprotagonista; película para televisión                |
| 2016 | Renaissance Girl              | Insult Artist           | Protagonista                                            |
| 2018 | Cover Versions                | Travis                  | Protagonista                                            |

| Año       | Título                            | Rol                                        | Notas                                           |
| --------- | --------------------------------- | ------------------------------------------ | ----------------------------------------------- |
| 2000      | Undressed                         | Eric                                       | 2 episodios                                     |
| 2001      | Malcolm in the Middle             | Cadet Edwards                              | Episodio: "Evacuation"                          |
| 2002      | My Wife and Kids                  | Fan de Star Trek                           | Episodio: "The Bowling Show"                    |
| 2002      | Angel                             | Jared                                      | Episodio: "Supersymmetry"                       |
| 2002      | ER                                | Darius                                     | Episodio: "One Can Only Hope"                   |
| 2004–05   | Crossing Jordan                   | Brian                                      | Papel recurrente; 5 episodios                   |
| 2004–07   | Drake & Josh                      | El "Loco Steve"                            | Papel recurrente; 10 episodios                  |
| 2007–2012 | iCarly                            | Spencer Shay                               | Protagónico                                     |
| 2008      | Merry Christmas, Drake & Josh     | "Crazy" Steve                              | Película para televisión                        |
| 2009      | BrainSurge                        | Él mismo                                   | Participante, programa de concursos Nickelodeon |
| 2010      | The Penguins of Madagascar        | Eddie (cucaracha)                          | Voz; episodio: "Stop Bugging Me"                |
| 2010–15   | T.U.F.F. Puppy                    | Dudley Puppy                               | Voz                                             |
| 2010–13   | Victorious                        | Extra                                      | Episodio: "Jade Dumps Beck"                     |
| 2010–13   | Victorious                        | Spencer Shay                               | Episodio: "April Fools Blank"                   |
| 2011      | That Movie Show                   | N/A                                        | 1 episodio                                      |
| 2011      | Best Player                       | Quincy Johnson                             | Protagonista, película de TV Nickelodeon        |
| 2012–13   | Doc McStuffins                    | Will                                       | Voz; 4 episodios                                |
| 2012      | Simian Undercover Detective Squad | Kelly the Elastic Man / Heptagan Scientist | 2 episodios                                     |
| 2013      | Wendell & Vinnie                  | Vinnie                                     | Protagonista, serie de TV Nickelodeon           |
| 2014      | Sam & Cat                         | "Crazy" Steve / Él mismo                   | 2 episodios                                     |
| 2014      | Living the Dream                  | Cal Logan                                  | Película para televisión                        |
| 2016      | 2 Broke Girls                     | Lenin                                      | Episodio: "And the Partnership Hits The Fan"    |
| 2016      | Still the King                    | P.M.S. Leader                              | 3 episodios                                     |
| 2016      | Star vs. the Forces of Evil       | Roy                                        | Voz; episodio: "Goblin Dogs"                    |
| 2017      | Bunsen Is a Beast                 | Comandante Cone                            | Voz; 3 episodios                                |
| 2017      | Law & Order True Crime            | Will Canton                                | Episodio: "The Menendez Murders: Episode 3"     |
| 2018      | The Adventures of Kid Danger      | The Wahoo Punch Bro                        | Voz; episodio: "The Wahoo Punch Bro"            |
| 2018      | Henry Danger                      | Joey                                       | Episodio: "Thumb War"                           |
| 2019      | The Good Nick                     | Todd                                       | Recurrente; 5 episodios, serie de TV Netflix    |
| 2020      | Apocalypse Goals                  | News Janitor                               | Episodio: 2.1                                   |
| 2020      | Bunk'd                            | Dave                                       | Episodio: "My Fairy Lady"                       |
| 2020      | The Loud House                    | TBA                                        | Voz; episodio: TBA                              |
| 2021—2023 | iCarly                            | Spencer Shay                               | Elenco principal, serie de TV Paramount+        |

## Premios y nominaciones
| Año  | Premiación                     | Categoría                                  | Trabajo nominado | Resultado |
| ---- | ------------------------------ | ------------------------------------------ | ---------------- | --------- |
| 2009 | Teen Choice Awards             | Mejor Actor de TV: Comedia                 | ICarly           | Nominado  |
| 2010 | Kids Choice Awards Australia   | Premio Niño Más Grande                     | ICarly           | Nominado  |
| 2010 | Kids Choice Awards Australia   | Premio LOL (compartido con el elenco)      | ICarly           | Ganadores |
| 2011 | Kids Choice Awards Reino Unido | Personaje Más Gracioso de Nick Reino Unido | ICarly           | Ganador   |
| 2011 | Meus Prêmios Nick Brasil       | Personaje Más Divertido                    | ICarly           | Nominado  |
| 2012 | Kids Choice Awards             | Compañero de TV Favorito                   | ICarly           | Nominado  |